# Хорњи Бечва
Хорњи Бечва (чеш. Horní Bečva) је насељено мјесто са административним статусом сеоске општине (чеш. obec) у округу Всетин, у Злинском крају, Чешка Република.

## Становништво
Према подацима о броју становника из 2014. године насеље је имало 2.449 становника.